# Chrysophoracis
Chrysophoracis är ett släkte av skalbaggar. Chrysophoracis ingår i familjen vivlar.
Kladogram enligt Catalogue of Life:
| Chrysophoracis | \| \| Chrysophoracis amplipennis \| \| \| \| \| \| Chrysophoracis pulcher \| \| \| \| |
|                | \| \| Chrysophoracis amplipennis \| \| \| \| \| \| Chrysophoracis pulcher \| \| \| \| |
|                | Chrysophoracis amplipennis                                                            |
|                |                                                                                       |
|                | Chrysophoracis pulcher                                                                |
|                |                                                                                       |